# Kontrastiv metod
Kontrastiv metod är en metod inom språkundervisning. Det som kännetecknar den kontrastiva metoden är systematiska jämförelser mellan modersmålet och målspråket (det språk som ska läras). Om till exempel svensktalande elever ska lära sig spanska, så betonar läraren särskilt de skillnader mellan svenska och spanska som brukar vålla svårigheter för svensktalande.